# Alžan Žarmuchamedov
Alžan Musurbekovič Žarmuchamedov (in russo Алжан Мусурбекович Жармухамедов?; Tavaksai, 2 ottobre 1944 – Mosca, 3 dicembre 2022) è stato un cestista sovietico, dal 1991 kazako.

## Carriera
Da giocatore militò per l'intera carriera nel CSKA di Mosca. Nella Nazionale di pallacanestro dell'Unione Sovietica vinse la medaglia d'oro alle Olimpiadi di Monaco di Baviera del 1972 in una famosa finale contro gli Stati Uniti d'America. Vinse inoltre tre ori nei campionati europei (1967, 1971 e 1979) e un oro all'Universiade (1970).

## Palmarès
- Campionato sovietico: 10

CSKA Mosca: 1969-70, 1970-71, 1971-72, 1972-73, 1973-74, 1975-76, 1976-77, 1977-78, 1978-79, 1979-80
- Coppa dei Campioni: 1

CSKA Mosca: 1970-71